# Gare de Gembloux
La gare de Gembloux est une gare ferroviaire belge des lignes : 161, de Schaerbeek à Namur, 144, de Gembloux à Jemeppe-sur-Sambre et 147, de Tamines à Landen (partiellement déclassée). Elle est située à proximité du centre-ville de Gembloux dans la province de Namur.
Elle est mise en service en 1855 par la Grande compagnie du Luxembourg. C'est une gare de la Société nationale des chemins de fer belges (SNCB) desservie par des trains InterCity (IC), Omnibus (L) et Heure de pointe (P).

## Situation ferroviaire
Établie à 156 mètres d'altitude, la gare de bifurcation de Gembloux, est située au point kilométrique (PK) 43,123 de la ligne 161, de Schaerbeek à Namur entre les gares de Ernage et de Lonzée, et au PK 0,000 de la ligne 144, de Gembloux à Jemeppe-sur-Sambre, avant la gare de Chapelle-Dieu.
Elle était également située au PK 24,2 de la ligne 147, de Tamines à Landen, entre les gares de Penteville et de Sauvenière. Cette ligne est partiellement déclassée, notamment de part et d'autre de la gare : tronçon de Fleurus à Gembloux et tronçon de Gembloux à Landen.

## Histoire

### Ancienne gare
La « station de Gembloux » est mise en service le 14 juin 1855 par la Grande compagnie du Luxembourg qui a inauguré le 9 juin la section de La Hulpe à Gembloux de son chemin de fer Bruxelles - Luxembourg. Le tronçon suivant de Gembloux à Rhisnes est inauguré le 10 septembre de la même année.
Elle devient une gare de bifurcation avec l'ouverture de la section de Landen à Fleurus de la future ligne 147. La gare prend encore de l'importance avec l'ouverture de la ligne de Gembloux à Jemeppe-sur-Sambre le 5 mars 1877.

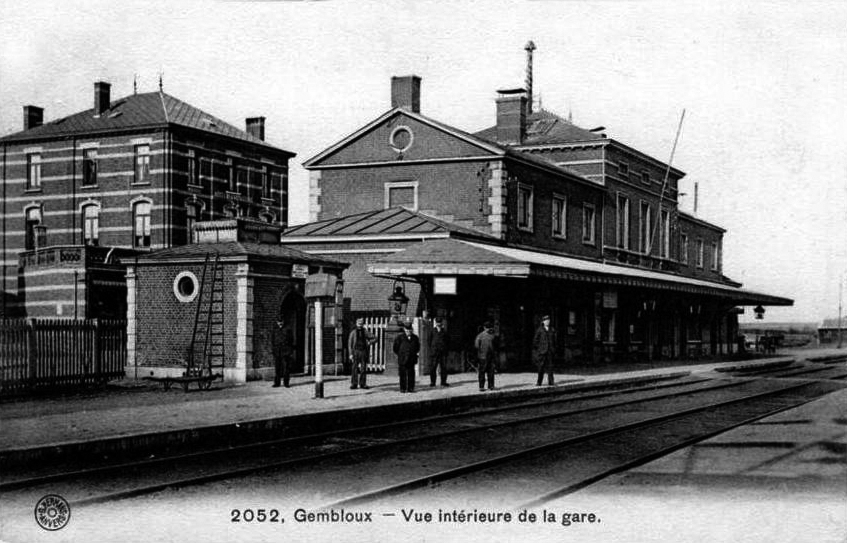
La gare vers 1900.

### Nouvelle gare
En 2007 débutent les travaux qui vont totalement transformer la gare et son environnement. Mis en service le 26 novembre 2009, le nouveau bâtiment voyageurs et sa passerelle sont inaugurés le 28 mai 2010. L'ancien bâtiment a été détruit au mois de décembre 2009.

## Service des voyageurs

### Accueil
Gare SNCB, elle dispose d'un bâtiment voyageurs, avec guichets, ouvert tous les jours. Elle est équipée d'automates pour l'achat de titres de transport. Des aménagements, équipements et services sont à la disposition des personnes à la mobilité réduite. Un buffet est installé en gare.

### Dessertes

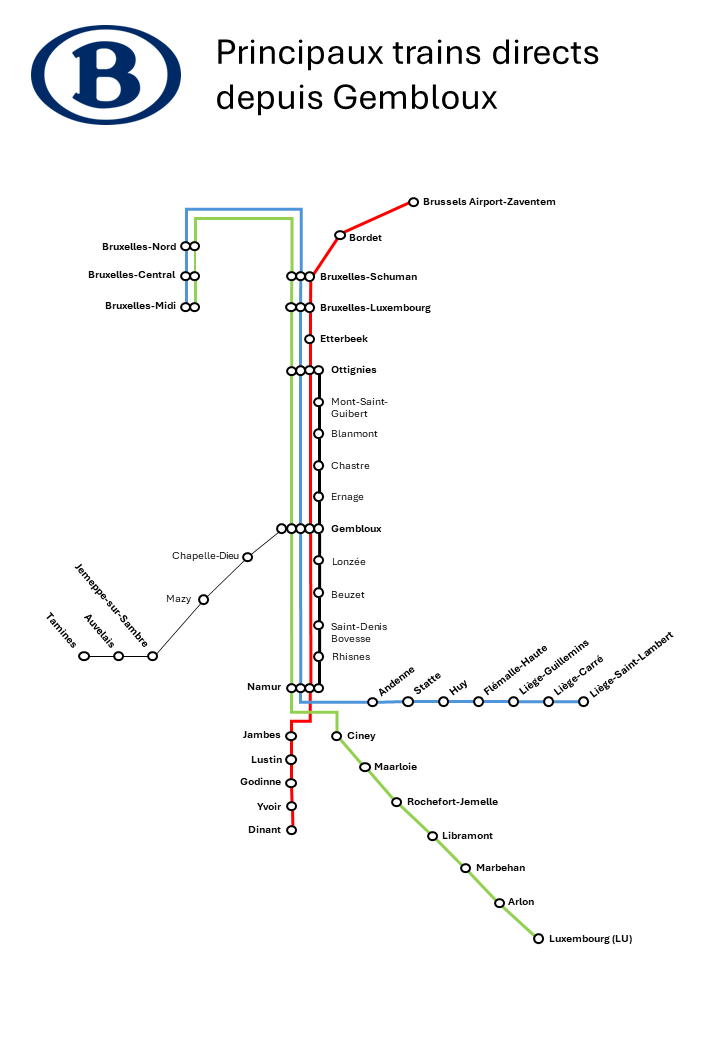
Principaux trains directs depuis Gembloux

La gare est desservie par quatre liaisons toutes les heures en semaine.
- des trains IC-16 Bruxelles-Midi - Namur - Luxembourg (quelques-uns sont limités à Arlon, Ciney ou Rochefort-Jemelle) ;
- des trains IC-17 Brussels-Airport - Namur - Dinant ;
- des trains IC-18 Bruxelles-Midi - Namur - Liège-Saint-Lambert ;
- des trains L Namur - Ottignies.

À l'heure de pointe, plusieurs trains P vers Bruxelles, Ottignies, Rochefort-Jemelle ou Namur y font arrêt. D'autres trains P assurent la seule desserte de la ligne 144 : Gembloux - Jemeppe-sur-Sambre / Tamines. Le vendredi en période scolaire, un train P relie Louvain-la-Neuve à Rochefort-Jemelle.
Le week-end, il n'existe que deux IC par heure qui circulent entre Bruxelles-Midi et Luxembourg ou Dinant tandis que les trains L circulent toutes les deux heures. Il existe également un unique train P Arlon, Bruxelles-Midi

### Intermodalité
Un parc pour les vélos et un parking pour les véhicules y sont aménagés. Des bus et des taxis desservent la gare.
Modèle:Clearall

## Comptage voyageurs
Ce graphique et tableau montre le nombre de voyageurs embarquant en moyenne durant la semaine, le samedi et le dimanche.
| Nombre de passagers qui embarquent à la gare de Gembloux | Nombre de passagers qui embarquent à la gare de Gembloux | Nombre de passagers qui embarquent à la gare de Gembloux | Nombre de passagers qui embarquent à la gare de Gembloux |
|                                                          | Semaine                                                  | Samedi                                                   | Dimanche                                                 |
| -------------------------------------------------------- | -------------------------------------------------------- | -------------------------------------------------------- | -------------------------------------------------------- |
| 1977                                                     | 6 587                                                    | 1 031                                                    | 872                                                      |
| 1978                                                     | 6 462                                                    | 1 004                                                    | 781                                                      |
| 1979                                                     | 5 994                                                    | 844                                                      | 761                                                      |
| 1980                                                     | 5 460                                                    | 875                                                      | 669                                                      |
| 1981                                                     | 5 481                                                    | 952                                                      | 564                                                      |
| 1982                                                     | 5 181                                                    | 862                                                      | 659                                                      |
| 1983                                                     | 5 190                                                    | 950                                                      | 644                                                      |
| 1984                                                     | 4 792                                                    | 813                                                      | 591                                                      |
| 1985                                                     | 5 234                                                    | 945                                                      | 795                                                      |
| 1986                                                     | 4 659                                                    | 825                                                      | 755                                                      |
| 1987                                                     | 4 555                                                    | 743                                                      | 642                                                      |
| 1988                                                     | 4 944                                                    | 941                                                      | 783                                                      |
| 1989                                                     | 5 104                                                    | 1 019                                                    | 951                                                      |
| 1990                                                     | 3 824                                                    | 766                                                      | 726                                                      |
| 1991                                                     | 4 991                                                    | 912                                                      | 703                                                      |
| 1992                                                     | 4 658                                                    | 1 001                                                    | 765                                                      |
| 1993                                                     | 4 760                                                    | 814                                                      | 670                                                      |
| 1994                                                     | 6 587                                                    | 898                                                      | 738                                                      |
| 1995                                                     | 5 626                                                    | 819                                                      | 596                                                      |
| 1996                                                     | 4 523                                                    | 742                                                      | 605                                                      |
| 1997                                                     | 4 367                                                    | 738                                                      | 711                                                      |
| 1998                                                     | 4 440                                                    | 822                                                      | 658                                                      |
| 1999                                                     | 4 649                                                    | 1 032                                                    | 954                                                      |
| 2000                                                     | 5 695                                                    | 1 276                                                    | 882                                                      |
| 2001                                                     | 6 346                                                    | 1 022                                                    | 774                                                      |
| 2002                                                     | 6 199                                                    | 1 140                                                    | 1 002                                                    |
| 2003                                                     | 5 415                                                    | 1 156                                                    | 890                                                      |
| 2004                                                     | 5 888                                                    | 1 289                                                    | 928                                                      |
| 2005                                                     | 6 337                                                    | 1 386                                                    | 1 112                                                    |
| 2006                                                     | 6 655                                                    | 1 136                                                    | 1 126                                                    |
| 2007                                                     | 6 603                                                    | 1 050                                                    | 878                                                      |
| 2008                                                     | -                                                        | -                                                        | -                                                        |
| 2009                                                     | 6 216                                                    | 1 578                                                    | 1 199                                                    |
| 2010                                                     | -                                                        | -                                                        | -                                                        |
| 2011                                                     | -                                                        | -                                                        | -                                                        |
| 2012                                                     | 7 537                                                    | 1 719                                                    | 1 636                                                    |
| 2013                                                     | 7 020                                                    | 1 569                                                    | 1 483                                                    |
| 2014                                                     | 6 721                                                    | 1 486                                                    | 1 389                                                    |
| 2015                                                     | 6 199                                                    | 1 431                                                    | 1 414                                                    |
| 2016                                                     | 5 915                                                    | 1 436                                                    | 1 348                                                    |
| 2017                                                     | 5 681                                                    | 1 598                                                    | 1 286                                                    |
| 2018                                                     | 6 706                                                    | 2 099                                                    | 1 686                                                    |
| 2019                                                     | 6 738                                                    | 1 591                                                    | 1 736                                                    |
| 2020                                                     | 3 095                                                    | 1 197                                                    | 952                                                      |
| 2021                                                     | -                                                        | -                                                        | -                                                        |
| 2022                                                     | 5 517                                                    | 1 678                                                    | 1 685                                                    |
| 2023                                                     | 5 247                                                    | 2 164                                                    | 1 920                                                    |
| 2024                                                     | 5 724                                                    | 1 904                                                    | 1 699                                                    |